# 閔丙大
閔 丙大 (朝鮮語: 민병대、ミン・ビョンデ、1918年2月20日 - 1983年1月4日) は大韓民国のサッカー選手。サッカー指導者。

## 略歴
普成専門学校 (現在の高麗大学校) を卒業後、1940年6月7日に開催された紀元二千六百年奉祝東亜競技大会で日本代表として初出場した。
第二次世界大戦後は大韓民国代表に選出され、1948年のロンドン五輪で2試合、1954 FIFAワールドカップ・予選および1954 FIFAワールドカップで各1試合出場した。現役引退後は指導者となり、大韓民国代表の監督を3度 (1962年、1966年、1972年から1973年まで) 務めた。

## 代表歴

### 出場大会
- 日本代表
  - 1940年：紀元二千六百年奉祝東亜競技大会
  - 1942年：「満州国」建国十周年慶祝東亜競技大会
- 韓国代表
  - 1948年：ロンドンオリンピック
  - 1954年：1954 FIFAワールドカップ・予選
  - 1954年：1954 FIFAワールドカップ

### 試合数
- 国際Aマッチ 日本代表：0試合 0得点(1940-1942)[2]

| 日本代表 | 国際Aマッチ | 国際Aマッチ | その他 | その他 | 期間通算 | 期間通算 |
| 年       | 出場        | 得点        | 出場   | 得点   | 出場     | 得点     |
| -------- | ----------- | ----------- | ------ | ------ | -------- | -------- |
| 1940     | 0           | 0           | 2      | 0      | 2        | 0        |
| 1941     | 0           | 0           | 0      | 0      | 0        | 0        |
| 1942     | 0           | 0           | 3      | 0      | 3        | 0        |
| 通算     | 0           | 0           | 5      | 0      | 5        | 0        |